# Apneumonella dongxing
Espèce
Apneumonella dongxing est une espèce d'araignées aranéomorphes de la famille des Telemidae.

## Distribution
Cette espèce est endémique du Guangdong en Chine,. Elle se rencontre dans le xian de Dongyuan.

## Description
Le mâle holotype mesure 0,85 mm et la femelle paratype 0,99 mm.

## Systématique et taxinomie
Cette espèce a été décrite par Yang, Zhao et Tong en 2023.

## Étymologie
Son nom d'espèce lui a été donné en référence au lieu de sa découverte, Dongxing.

## Publication originale
- Yang, Zhao, Bai & Tong, 2023 : « A new species of the genus Apneumonella Fage, 1921 (Araneae, Telemidae) from Guangdong Province, China. » Zootaxa, no 5256(4), p. 392-396.